# قانون آلان تورنغ

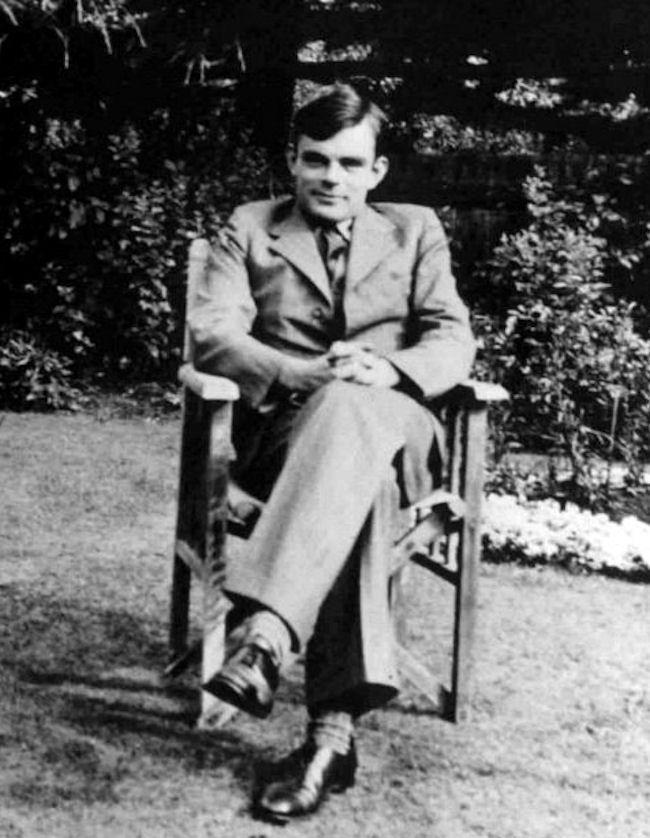
صورة لآلان تورنغ الذي تسمى بإسمه القانون في عام 1930

يشير مصطلح قانون آلان تورنغ بشكلٍ غير رسمي إلى قانون العفو في المملكة المتحدة الذي أُدرج في قانون الشرطة والجريمة لعام 2017 للعفو عن الرجال الذين صدرت تحذيرات بحقهم أو أدينوا بجرائم بموجب التشريعات التاريخية التي جرمت المثلية والأفعال المرتبطة بها. سُمي هذا القانون باسم آلان تورنغ، محلل الشفرات ورائد الحوسبة في الحرب العالمية الثانية، الذي أُدين بتهمة الفحش الفاضح عام 1952. حصل تورنغ على عفو ملكي بعد وفاته عام 2013. ينطبق القانون على المملكة المتحدة وويلز.
طُرحت العديد من المقترحات بشأن قانون آلان تورنغ، وخططت الحكومة لتشريع قانون كهذا منذ عام 2015. أعلنت الحكومة البريطانية في 20 أكتوبر 2016 من أجل تنفيذ العفو أنها ستضيف تعديلًا إلى قانون الشرطة والجريمة يمنح المتهمين المتوفيين عفوًا بعد وفاتهم ويمنح عفوًا تلقائيًا رسميًا للأحياء الذين أُزيلت مثل هذه الإدانات من سجلاتهم. عانى مشروع قانون منافس لتنفيذ قانون آلان تورنغ من العرقلة السياسية بينما كان في مرحلة القراءة الثانية بعد إعلان الحكومة. حصل مشروع القانون على الموافقة الملكية في 31 يناير 2017، ونُفذ العفو في اليوم ذاته. ينص القانون على منح العفو للرجال فقط الذين أدانوا بسبب أفعال لا تُعد جرائم اليوم، ولا يعفو عن المدانين بموجب قوانين العقوبات ذاتها لأفعال لا تزال تُعد جرائم حتى تاريخ دخول القانون لحيز التنفيذ كممارسة الجنس في المراحيض العامة أو ممارسة الجنس مع قاصر أو الاغتصاب.
يوصف غالبًا عضو البرلمان عن مانشستر ويذينغتون جون ليتش بأنه «المهندس المعماري» لقانون آلان تورنغ، وقاد حملة رفيعة المستوى للعفو عن تورنغ وقدم العديد من مشروعات القانون إلى البرلمان، ما أدى إلى العفو عنه بعد وفاته في النهاية.

## الخلفية
كانت جميع ممارسات المثلية الجنسية بين الرجال محظورة حتى صدور قانون الجرائم الجنسية لعام 1967 في إنجلترا وويلز وقانون العدالة الجنائية لعام 1980 في إسكتلندا وقانون الجرائم المثلية لعام 1982 في شمال أيرلندا. تعد المناطق الثلاثة ولايات قضائية منفصلة، وكذلك تُعد العديد من عناصر القانون الجنائي مسائل مفوضة في الولايات المتحدة، لذلك شرعت الحكومة البريطانية، بموجب الاتفاقيات، عفوًا عن إنجلترا وويلز فقط.
كان آلان تورنغ، الذي سُمي القانون المُقترح باسمه بشكلٍ غير رسمي، عالم رياضيات ومحلل شفرات ومؤسسًا لعلم الحاسوب، توفي عام 1954 في ظروف غامضة عقب إدانته بالفحش عام 1952. قاد جون ليتش، عضو البرلمان السابق عن مانشستر ويذينغتون، حملة للعفو عن تورنغ ووصف استمرار الإدانة بأنه «مثير للاشمئزاز ومحرج إلى أقصى درجة». حصل تورنغ على العفو بعد وفاته بموجب امتياز الرحمة الملكي في عهد ديفيد كاميرون عام 2013، ولكن خلافًا لطلبات بعض النشطاء، بمن فيهم ليتش والفلكي الملكي مارتن ريس والناشط والصحفي بيتر تاتشل، لم يُتبع عفوه بالعفو عن أي شخص آخر مُدان مباشرةً. قدم ليتش العديد من الاقتراحات والحملات لنصف عقد بصفته عضوًا في البرلمان من أجل إصدار الحكومة لحكم أكثر عمومية وشمولًا، وواصل جهوده أيضًا حتى بعد خسارته لمقعده في البرلمان في الانتخابات العامة في المملكة المتحدة 2015.

## المقترحات
اقترح قانون حماية الحريات لعام 2012 الذي طرحه ديفيد كاميرون إجراء يُعرف بالإلغاء الذي بموجبه يستطيع الرجال الذي توجد جريمة «الفحش الفاضح بين الرجال» في سجلهم الجنائي تقديم طلب لحذف تلك الإدانات عند إجراء المحاكم أو أصحاب العمل لفحوصات السجلات الجنائية، ومع ذلك لم يصل الإجراء إلى حد العفو الفعلي.
أعلن حزب العمال بقيادة إد ميلباند في أثناء وجوده في المعارضة أنه سيقدم قانون آلان تورنغ إذا انتُخب في الانتخابات العامة لعام 2015. أعلن حزب المحافظين بقيادة كاميرون بعد ذلك عن السياسة ذاتها. أعلنت تيريزا ماي رئيسة الوزراء بعد استقالة ديفيد كاميرون أن حكومتها أيضًا ستدعم قانون آلان تورنغ.

## مشروع القانون المنافس
طرح النائب جون نيكولسون في يونيو 2016 مشروع قانون خاص بصفته عضو برلماني مستقل، وهو مشروع قانون الجرائم الجنسية (يشمل العفو وما إلى ذلك) 2016-2017، بهدف تنفيذ الاقتراح. أعلنت الحكومة المحافظة في أكتوبر 2016 أنه بدلًا من دعم الاقتراح الأصلي الخاص بمشروع قانون الأعضاء الخاص الذي ينص على إصدار عفو شامل للجميع، ستُنفذ التغييرات المقترحة من خلال تعديل مشروع قانون الشرطة والسياسة لعام 2016. سيمنح هذا التعديل عفوًا للمتوفيين، وسيسهل على الأحياء تبرئة أنفسهم، وسيحصل بموجبه الأحياء أيضًا الذين حذفوا مثل تلك الإدانات من سجلهم الجنائي بموجب إجراء الإلغاء على عفو تلقائي. استطاع النائب المحافظ سام جيما مماطلة مشروع قانون نيكولسون سياسيًا وفشل في المضي قدمًا عندما ناقشه البرلمان في 21 أكتوبر 2016. أُقر تعديل مشروع قرار الشرطة والجريمة وحصل على الموافقة الملكية في 31 يناير 2017.
اختلف الاثنان في إجراءات التعامل مع الحالات التي لا تزال أسباب إدانتها تعد جريمة بموجب القانون الحالي. سعى كلاهما إلى استبعاد تلك الحالات، لكن نص مشروع قانون نيكولسون على منح العفو تلقائيًا، بينما تطلب مشروع قانون الحكومة أن يقوم مقدم الالتماس «بإجراءات الإلغاء» أولًا. يعني ذلك أن وزارة الداخلية ستحقق في كل قضية تتضمن أشخاص أحياء لضمان أن الفعل الذي أدين الشخص بسببه لا يُعد جريمة الآن لتجنب العفو عن الرجال المدانين بممارسة الجنس مع قاصر أو الاغتصاب. أثارت حقيقة أن القانون لا يعفي الرجال الذين اعتقلوا بسبب ممارستهم الجنس في دورات المياه العامة الكثير من الجدل، إذ أنهم يعدون مذنبين اليوم بجريمة «ممارسة الأفعال الجنسية في المراحيض العامة». زعمت الحكومة أنه بدون إجراء ذلك الفحص سيستطيع الرجال المدانون بتلك الجرائم ادعاء حصولهم على العفو. عارض نيكولسون هذا الرأي، وقال، بدعم من منظمة حقوق مجتمع الميم ستونوول أن الحكومة كانت تحاول اختطاف القانون من خلال إعلان التعديل قبل القراءة الثانية لمشروع القانون الذي قدمه كعضو برلماني مستقل، وأضاف أن مشروع القانون الخاصة به يستثني بالفعل الحالات المدانة لأسباب لا تزال تصنف كجرائم. لم يكن ليتمكن مشروع نيكولسون من إزالة الإدانات من السجلات الجنائية الخاصة بالرجال التي لا تزال تلك الإدانات قائمة بحقهم. كان لابد من تنفيذ إجراء الإلغاء، ما قد يؤدي إلى نشوب حالات من الغموض حول ما إذا مُنح العفو بالفعل أم لا، وهو ما يصفه وصفه جيمس تشالمرز، أستاذ القانون الملكي بجامعة غلاسكو، بأنه «عفو شرودنغر».

## رد الفعل
لاقى الإعلان احتفاءً واسع، لكن اعتقدت بعض الأوساط أنه لم يكن كافيًا. صرّح الناشط جورج مونتاغ بأنه سيرفض العفو، لأنه يوحي بأنه ارتكب الجريمة وطالب الحكومة باعتذار بدلًا من ذلك. قال مات هولبروك، أستاذ التاريخ الثقافي بجامعة برمنغهام أن الإعلان «كان ذا أهمية رمزية وعملية» للرجال المثليين الذين لا تزال الجرائم مسجلة في سجلاتهم الجنائية، وأشار أيضًا أن استخدام آلان تورنغ كرمز منحه هوية «شهيد المثليين» التي لم يسعِ إليها قط في حياته. أشار جيمس تشالمرز، أستاذ القانون الملكي بجامعة غلاسكو، أن عملية الإلغاء قدمت بالفعل عفوًا فعالًا وأن تنفيذ قانون آلان تورنغ لن يستطيع العفو عن أشخاص ارتكبوا أفعالًا لا تزال تُعد من الناحية القانونية جرائم، حتى وإن لم تخضع للمحاكمة عادةً (كممارسة الجنس بين شاب في السادسة عشرة وآخر في الخامسة عشرة، أو ممارسة الجنس في أماكن عامة معينة).
قامت مجموعات في أيرلندا الشمالية وإسكتلندا بحملات من أجل إصدار قوانين مماثلة في ولاياتها القضائية، إذ ينطبق القانون وعملية الإلغاء على إنجلترا وويلز فقط. أدخل قانون الجرائم الجنسية التاريخية (العفو والإلغاء) (في اسكتلندا) لعام 2018 نظام «تجاهل» مماثل في اسكتلندا في عام 2019.
حصل 49,000 رجل على العفو بعد وفاتهم في يناير 2017 بموجب بنود قانون الشرطة والجريمة لعام 2017.